# St. John's Wort - Il fiore della vendetta
St. John's Wort - Il fiore della vendetta (Otogiriso) è un film del 2001 diretto da Ten Shimoyama.

## Trama
Nami, è una giovane game designer che ha creato un nuovo videogioco basato su immagini che ha sognato. Nami, viaggia verso una vecchia villa abbandonata, che ha ereditato dal padre, insieme ad uno dei produttori Kohei, suo ex fidanzato. Mentre esplorano la vecchia villa, Nami inizia ad avere delle visioni della sua infanzia che non ricordava, collegandoli alla casa in cui viveva il padre, un pittore dal passato misterioso.